# Faculdade de Letras da Universidade Federal de Goiás
A Faculdade de Letras da Universidade Federal de Goiás (FL/UFG) é uma instituição pública de ensino, pesquisa e extensão, localizada no Campus Samambaia, em Goiânia, Goiás. A FL oferta cursos de graduação e pós-graduação na área das artes, letras e linguística.

## História
Em 8 de novembro de 1962, foi fundada a Faculdade de Filosofia, Ciências e Letras. Após a reestruturação universitária em 1968, esta deu origem ao Instituto de Ciências Humanas e Letras, que, por sua vez, foi desmembrada e, em 1996, surgiu a Faculdade de Letras, conforme atual configuração. O prédio principal da Faculdade de Letras, por sua vez, foi inaugurado durante o governo de José Sarney.

## Cursos

### Graduação
- Bacharelado em Estudos Literários;
- Bacharelado em Linguística;
- Bacharelado em Tradução e Interpretação em Libras/Português;
- Licenciatura em Letras: Espanhol;
- Licenciatura em Letras: Inglês;
- Licenciatura em Letras: Francês;
- Licenciatura em Letras: Libras;
- Licenciatura em Letras: Português.

### Pós-Graduação
- Especialização em Linguística das Línguas de Sinais.